# ويليام هوبير بور
ويليام هوبير بور (بالإنجليزية: William Hubert Burr)‏ هو مهندس أمريكي، ولد في 1851، وتوفي في 1934.